# NHL Foundation Player Award
NHL Foundation Player Award – nagroda indywidualna przyznawana w latach 1998-2017 zawodnikowi ligi NHL, który szczególnie wyróżnił się w działalności charytatywnej ("stosuje zasadnicze wartości hokeja – oddanie, wytrwałość i pracę zespołowa – celem ubogacenia życia ludzi w ich społecznościach"). Była przyznawana wspólnie z NHL Foundation.
Przez dwie dekady funkcjonowania nagrody, trafiła ona do 20 zawodników, z których żaden nie został uhonorowany więcej niż raz. Wraz ze statuetką zwycięzca otrzymywał również sumę w wysokości $25 000, którą mógł przeznaczyć na wybrany cel charytatywny.
Po raz ostatni przyznano ją w roku 2017 obrońcy New York Islanders, Travisowi Hamonicowi. W kolejnych latach środki przeznaczone na nagrodę zostały przekierowane na fundusz powiązany z King Clancy Memorial Trophy – zbliżonym trofeum o niemal identycznych kryteriach przyznawania.

## Lista nagrodzonych
- 1998 - Kelly Chase, St. Louis Blues
- 1999 - Rob Ray, Buffalo Sabres
- 2000 - Adam Graves, New York Rangers
- 2001 - Olaf Kölzig, Washington Capitals
- 2002 - Ron Francis, Carolina Hurricanes
- 2003 - Darren McCarty, Detroit Red Wings
- 2004 - Jarome Iginla, Calgary Flames
- 2005 - nie przyznano z powodu lockoutu
- 2006 - Marty Turco, Dallas Stars
- 2007 - Joe Sakic, Colorado Avalanche
- 2008 - Vincent Lecavalier, Tampa Bay Lightning i Trevor Linden, Vancouver Canucks
- 2009 - Rick Nash, Columbus Blue Jackets
- 2010 - Ryan Miller, Buffalo Sabres
- 2011 - Dustin Brown, Los Angeles Kings
- 2012 - Mike Fisher, Nashville Predators
- 2013 - Henrik Zetterberg, Detroit Red Wings
- 2014 - Patrice Bergeron, Boston Bruins
- 2015 - Brent Burns, San Jose Sharks
- 2016 - Mark Giordano, Calgary Flames
- 2017 - Travis Hamonic, New York Islanders